# تل زور بند
تل زور بند مربوط به دوران پیش از تاریخ ایران باستان است و در شهرستان ممسنی، روستای خنمیه واقع شده و این اثر در تاریخ ۲۵ اسفند ۱۳۷۹ با شمارهٔ ثبت ۳۴۱۰ به‌عنوان یکی از آثار ملی ایران به ثبت رسیده است.